# زاوية تيجانية
ارتبط مصطلح الزوايا كثيراً بالطرق الدينية الصوفية التي عرفتها بعض الدول العربية والإسلامية ومن بينها الطريقة التيجانية، التي اشتهرت بكثرة زواياها في العديد من البلدان العربية والإفريقية الإسلامية و الجزائر التي تعتبر مهد هذه الزاوية. للزوايا عدة مهام تتمثل في إيواء الغرباء والمساكين والضيوف وإطعامهم, إقامة الصلوات الخمس, تلاوة القرآن الكريم وتحفيظه, ذكر الأوراد التيجانية وأخيراً تعليم النشء اللغة العربية وعلوم الدين المختلفة. في بلدة بوسمغون غرب الجزائر حيث توجد واحدة من بين أهم الزوايا التيجانية لأن بها نشأت وتبلورت الطريقة التيجانية بعد تأسيس العلامة الشيخ سيدي أحمد التيجاني (1737 - 1815) لها سنة 1782 وهذا بعد أن اختار الإقامة في بوسمغون ما بين 1781 و1798.
توجد الزاوية داخل القصر القديم في بوسمغون ويقع بابها بالقرب من الباب الغربي للقصر المعروف باسم لْبابْ نَتْناسي, وأهم معلم فيها هي الغرفة التي كان يتعبد فيها سيدي أحمد التيجاني الواقعة على اليمين بعد الدخول إلى الزاوية وكذلك الغرفة البيضاء تملك الزاوية التيجانية و توجد الخلافة العامة للطريقة التيجانية في العالم في عين ماضي
في ولاية الأغواط جنوب الجزائر

## ولاية الأغواطمهد الزاوية التيجانية
نسبة إلى مؤسسها الشيخ أبي العباس أحمد التيجاني الذي ينحدر من منطقة عين عين ماضي التي تقع فيها الخلافة العامة للطريقة التيجانية في العالم جنوب الجزائر التي توجد بها واحدة من أهم الزوايا ذات الصيت العالمي حيث تعتبر ذات نفوذ في بلاد كثيرة من بلاد المسلمين، فقد وصل نفوذها إلى بلاد السودان جنوب الصحراء ولها امتداد قوي في شمال أفريقيا من المغرب إلى السنغال حتى مصر، و كل عموم إفريقيا أتباع هذه الطريق يسمون بالتيجانيين .

## مدائح في حق الزاوية التيجانية
- مدح التجاني فيديو ( بسمك يارحمان ياعلم لسرار+بسمك يارحماني بصلاة الرسول نفتح) المداح سي سعد حريز

- عالي المقام سيدي - آل ذياب مدح التجاني

- ليا زمان وأنا نرجى - المدح التجاني

- يا خويا هيا نوصيك _ عبد الكريم عربية _ مدح التجاني

- مدح التجاني( عظمة إمام القطابة كنز احبابه ) المداح سي السعيد طهراوي

## أماكن انتشار الزواية التيجانية
- الجزائر
- المغرب
- تونس
- موريتانيا
- ليبيا
- مصر
- السودان
- تشاد
- الكاميرون
- النيجر
- مالي
- بوركينا فاسو
- نيجيريا
- السنغال
- غامبيا
- ليبيريا
- غينيا بيساو
- الغابون
- غانا
- غينيا
- ساحل العاج
- توغو
- سيراليون
- جمهورية إفريقيا الوسطى
- كينيا
- الصومال
- زامبيا
- ماليزيا
- إندونيسيا
- باكستان
- بنغلاديش
- الهند
- الصين
- تركيا
- فرنسا
- إيطاليا
- سويسرا
- روسيا
- الولايات المتحدة

## زوايا أخرى في منطقة شمال أفريقية
- الزوايا في الجزائر